# 二次發射極

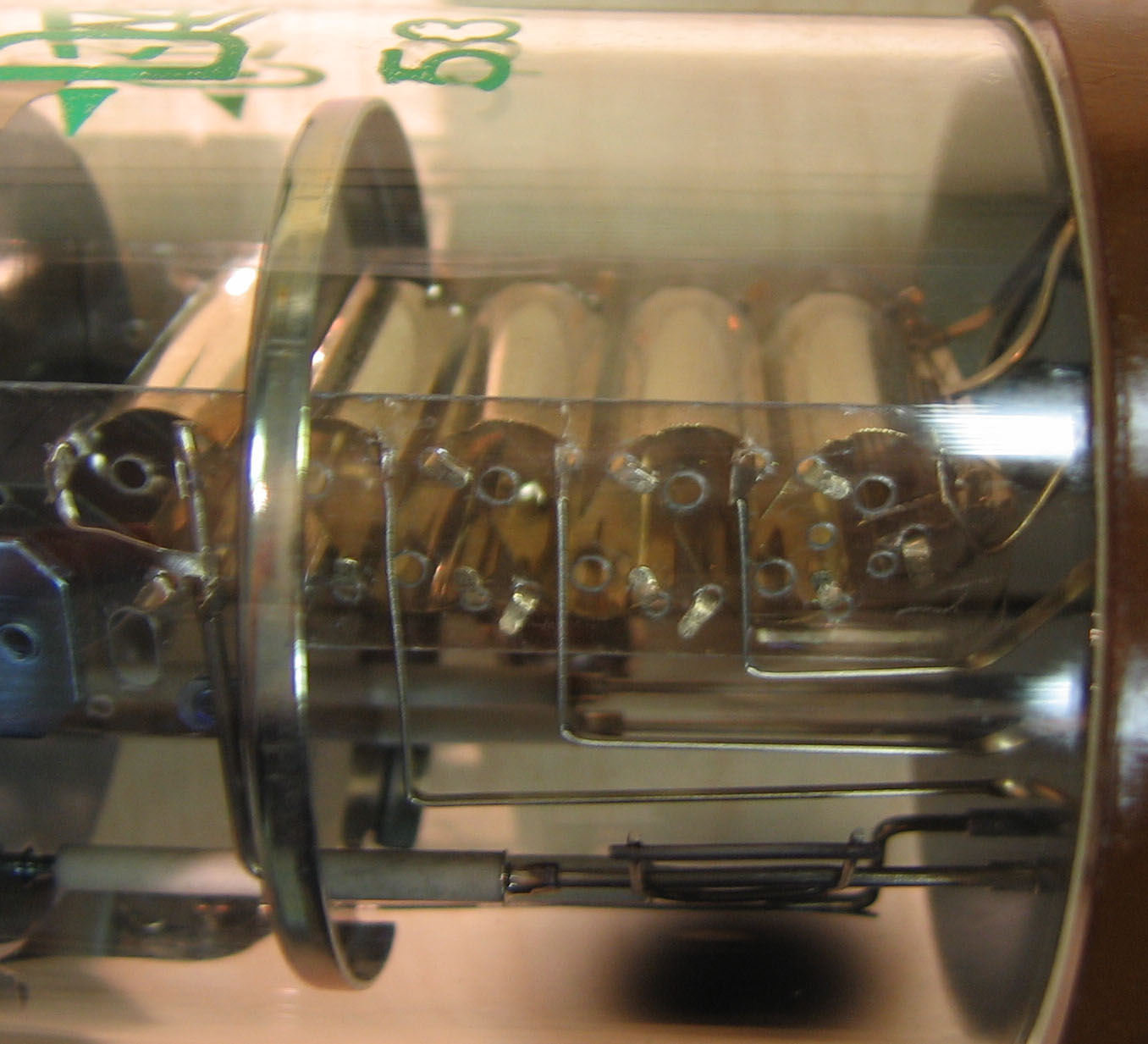
光電倍增管中有兩排圓弧狀的二次發射極。

二次發射極（英語：dynode）是真空管中的一種電極，它利用二次發射的機制來達到電子倍增的效果。最早使用二次發射極的真空管是負電阻管振盪器，它使用一個二次發射極，也是多腔磁控管的前身。 光電倍增管（PMT）和攝像管則包含一系列的二次發射極。

## 光電倍增管
在光電倍增管中，施加的電位依照「光陰極、第一個二次發射極、第二個二次發射極、⋯⋯、陽極」的順序逐級遞增，相鄰的電極之間通常保持 90 至 100 V 的電位差，使得發射出的電子在中間加速，擊中下一二次發射極，引發二次發射，而且電子數量倍增。對於傳統的材料，如氧化鈹和氧化鎂，每個二次發射極通常可以將電子數量放大10倍。 整體來說，每個入射光陰極的光子可以在陽極產生105到107個電子，具體的增益取決於二次發射極的數量。

## 命名
在英文中，dynode得名於dynatron（負電阻管振盪器）。磁控管的發明者赫爾在 1918 年關於dynatron的論文中没有使用dynode這個術語， 但在他在1922 年的論文中廣泛使用了dynode，並且dynode將定義成「dynatron的一部分」，即是「發射衝擊電子（impact electrons）的板子」。
在中文裡，dynode又意譯為倍增電極、中間極，或音譯為代納電極、打拿電極。